# Klaus Penzer

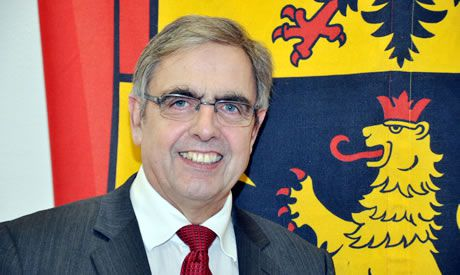
Klaus Penzer

Klaus Penzer (* 22. März 1950 in Selzen) ist ein deutscher Politiker (SPD) und war langjähriger Bürgermeister einer Verbandsgemeinde.

## Bürgermeister
Nach zehn Jahren im Ortsgemeinderat Selzen übernahm er in den Jahren 1984 bis 1994 das Amt des Ortsbürgermeisters seiner Heimatgemeinde. Von 1994 bis 2014 war er Bürgermeister der rheinland-pfälzischen Verbandsgemeinde Nierstein-Oppenheim. Im Jahr 2014 wurde er hauptamtlicher Bürgermeister der aus den Verbandsgemeinden Nierstein-Oppenheim und Guntersblum neu gebildeten Verbandsgemeinde Rhein-Selz. Er gewann die Wahl am 25. Mai 2014 gegen seinen Herausforderer Michael Stork (CDU) mit 58,85 Prozent der abgegebenen Stimmen. Nach Ende seiner achtjährigen Amtszeit durfte Penzer gemäß Gemeindeordnung aus Altersgründen nicht erneut kandidieren, sein gewählter Nachfolger ab dem 1. Juli 2022 wurde Martin Groth (FWG).

## Ermittlungen der Staatsanwaltschaft
Im Zuge der Ermittlungen gegen Marcus Held geriet auch Klaus Penzer ins Visier der Staatsanwaltschaft Mainz. Er soll rechtswidrige Zahlungen an Maklerbüros ungeprüft – und zugunsten seines Parteifreunds Marcus Held – bewilligt haben. Zudem sei der Verbandsgemeinde Rhein-Selz ein vierstelliger Schaden durch Penzers unsachgemäße Nutzung seines eigenen Dienstwagens entstanden. Ab Januar 2018 ermittelte die Staatsanwaltschaft gegen Klaus Penzer wegen des Verdachts der Untreue in sieben Fällen. Die Ermittlungen bezüglich der Maklercourtagen wurden am 28. März 2019 eingestellt. Die leitende Oberstaatsanwältin konnte kein vorsätzlich rechtswidriges Handeln Penzers feststellen. Den der Verbandsgemeinde entstandenen Schaden beglich Penzer schon vor der öffentlichen Bekanntgabe der Staatsanwaltschaft. Eine in gleicher Höhe zu zahlende Geldauflage soll sozialen Projekten zufließen.